# Gryllodinus kerkennensis
Gryllodinus kerkennensis är en insektsart som först beskrevs av Pierre Adrien Prosper Finot 1893.  Gryllodinus kerkennensis ingår i släktet Gryllodinus och familjen syrsor. Inga underarter finns listade i Catalogue of Life.